# 哈拉 (德国)
哈拉（德語：Harra，發音：[ˈhaʁa]）是德国图林根州萨勒-奥拉县曾经的一个市镇，面积14平方千米，2017年12月31日人口为828人。2019年1月1日，哈拉与另外6个市镇合并为新市镇伦施泰格地区罗森塔尔。